# Calymmaria gertschi
Calymmaria gertschi là một loài nhện trong họ Hahniidae.
Loài này thuộc chi Calymmaria. Calymmaria gertschi được miêu tả năm 2004 bởi Heiss & Draney. Chúng có chiều dài cơ thể trong khoảng từ 2 đến 10 mm (0,079 đến 0,394 inch).